# Вест-Індія
Вест-Індія (англ. West-Indies, нід. West-Indië — «Західна Індія» або «Західні Індії») — традиційна історична назва островів Карибського моря, у тому числі Антильських островів, Багамських островів і островів у прилеглих до них водах Мексиканської затоки і Атлантичного океану (у тому числі і деякі континентальні острови — біля узбережжя континенту). Протиставляється Ост-Індії («Східній Індії») — країнам Південної та Південно-Східної Азії.

## Назва
Назва регіону Вест-Індія дано першими європейськими мореплавцями, які помилково вважали, що вони потрапили в Індію, рухаючись у західному напрямку від Європи. Звідси ж пішла назва корінних жителів Америки — індіанців. Слід відрізняти Вест-Індію від Західної Індії — це абсолютно різні регіони, хоча «Вест-Індія» буквально перекладається як «Західна Індія».

## Географія
Вест-Індія розташована між Південною і Північною Америками, між 10° і 28° північної широти і 59° і 85° західної довготи, від гирла Оріноко до півострова Флорида і Юкатан. Її відносять до Північної Америки, проте всі острови, крім Куби, Ямайки, Хувентуда, Кайманових і Багамських, розташовані ближче до берегів Південної Америки, ніж до берегів Північної.
Вест-Індія складається з декількох груп островів, саме: з Великих Антильських островів, Малих Антильських островів і Багамських островів. Площа всіх островів дорівнює 244 890 км (Великі Антильські — 216 260, Малі Антильські — 14 095 і Багамські — 14 535). Всі Антильські острови значно підносяться над рівнем моря. Багамські ж острови утворені кораловими рифами. Найвищі гори знаходяться в західній частині Гаїті (Пік Дуарте, 3087 м), в східній частині Куби (2375 м) і в північній частині Ямайки (+2341 м); східні береги Малих Антильських островів покриті рівнинами; гори круто спускаються в долини. Численні бухти островів представляють зручні гавані. Куба, Віргінські і Багамські острови оточені величезними кораловими рифами, які виступають на поверхню моря і вкриті пальмами. Багато островів (особливо Малі Антильські) носять сліди вулканічного походження.
На території архіпелагу розташовуються такі держави і території:
- Куба
- Домініканська республіка
- Республіка Гаїті
- Ямайка
- Пуерто-Рико ( США)
- Багамські острови
- Теркс і Кайкос ( Велика Британія)
- Кайманові острови ( Велика Британія)
- Монтсеррат

(Велика Британія)
- Американські Віргінські острови ( США)
- Британські Віргінські острови
- Ангілья ( Велика Британія)
- Сен-Мартен ( Франція)
- Сен-Бартелемі ( Франція)
- Сінт-Мартен ( Нідерланди)
- Сінт-Естатіус  ( Нідерланди)
- Саба ()
- Сент-Кітс і Невіс
- Антигуа і Барбуда
- Гваделупа ( Франція)
- Домініка
- Мартиніка ( Франція)
- Сент-Люсія
- Сент-Вінсент і Гренадини
- Гренада
- Барбадос
- Тринідад і Тобаго
- Кюрасао ( Нідерланди)
- Бонайре ( Нідерланди)
- Аруба ( Нідерланди)
- Венесуела (частково)

## Клімат

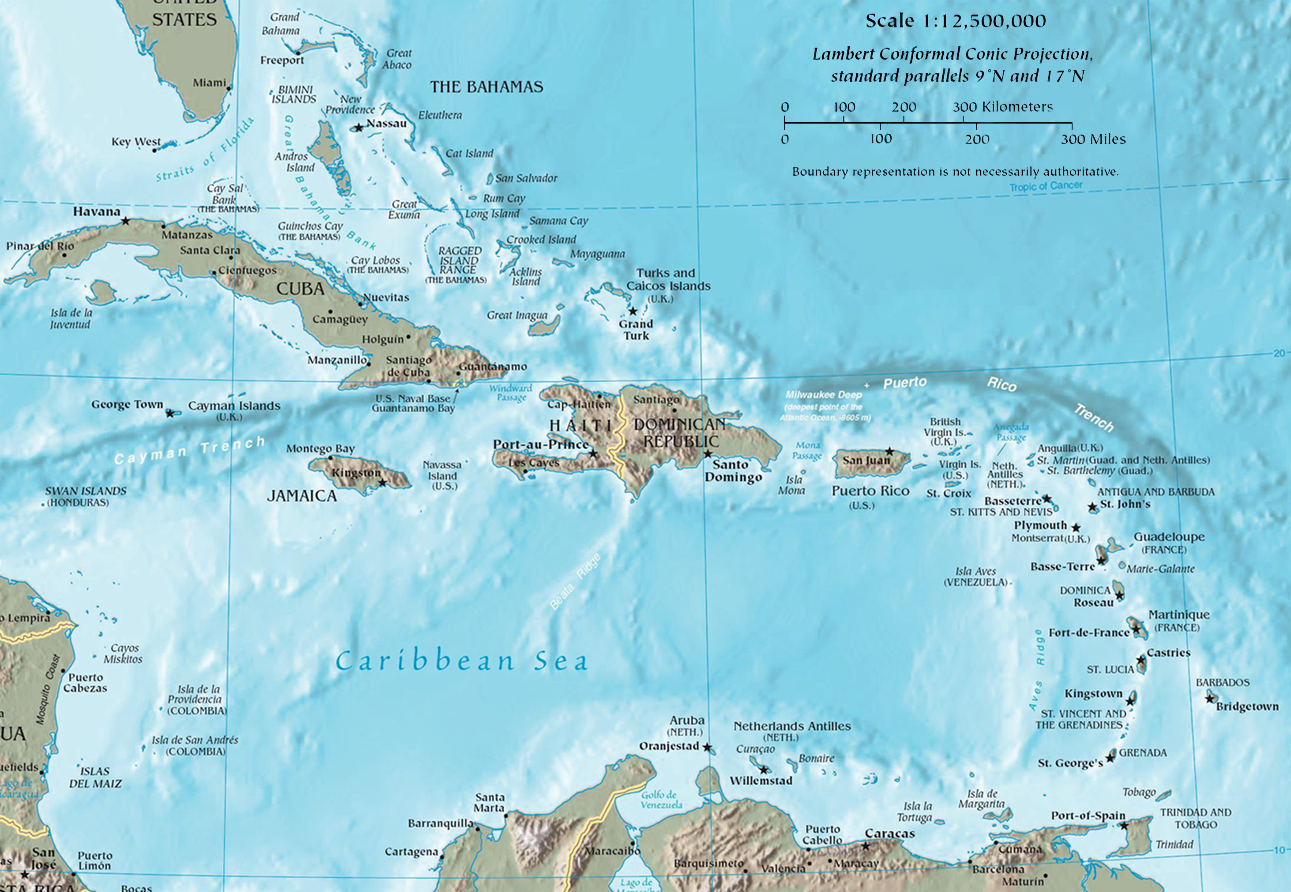
Вест-Індія

Клімат Вест-Індійських островів досить рівний. Спекотна і волога пору року, весна, починається в травні; в середині місяця випадає перший періодичний дощ, який повторюється потім щодня близько полудня. Після двох тижнів дощів починається сухе тропічне літо. Спека дещо пом'якшується морськими прибережними вітрами і східними пасатами, що дмуть протягом цілого року; однак, незважаючи на сильну спеку, клімат — вологий, що сприяє розвитку тут жовтої гарячки та інших хвороб, властивих тропічним країнам. Чистіше і здоровіше повітря — в горах. У липні дощі сильніше, особливо на Великих Антильських островах, а на Малих найбільше дощів випадає в серпні і жовтні; тоді ж відбуваються великі розливи річок. З серпня по жовтень вирують урагани, часто спричиняють сильні спустошення. З кінця листопада починається зима (порівняно суха пора), яка триває до травня — найкращої і найприємнішої пори року.

## Рослинний і тваринний світ

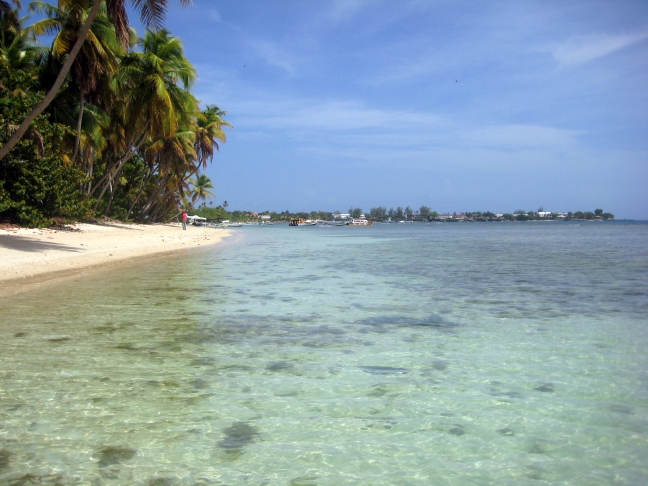
Пляж Тобаго

Острови покриті пишною американською рослинністю; в низинах ростуть тропічні рослини, в горах — європейські фруктові дерева. Внутрішні області великих островів зайняті величезними луговими просторами (саванами). Головне рослинне багатство островів — продукти переробки технічних культур; Ваніль дико росте в лісах Ямайки, агава — на Кубі і Багамських островах; на багатьох островах ростуть індиго, какао, кокосові пальми, тютюн, бавовник. На Ямайці культивується хлібне дерево, завезене з Таїті. Із зернових рослин широко обробляється кукурудза, пшениця ж — дуже мало. Головні об'єкти експорту — цукор і кава. Цукрова тростина, що росте на Вест-Індійських островах, був перевезений сюди з Канарських островів іспанцями в XVI столітті, а кавове дерево — голландцями і французами з Аравії.
До прибуття європейців на островах було дуже мало тубільних видів чотириногих тварин: агуті, пекарі (мексиканська свиня), опосум і породи невеликих мавп, але досить багато скорпіонів, змій. До цього дня в тихих водах живуть каймани, на Ямайці ведеться вилов черепах. Острівні птахи відрізняються блискучим оперенням: папуги, колібрі. Всі домашні тварини перевезені з Європи для потреб сільського господарства, але тепер рогата худоба і коні зустрічаються і в дикому стані, подібно до того, як це відбувається в саванах Південної Америки.
Води карибського басейну повні життя. Прибережні коралові рифи дають притулок величезній кількості живих істот. Різні види безхребетних, хрящові і кісткові риби. З великих хижаків тут водяться різні види акул, у тому числі бичача акула, тигрова акула, шовкова акула та карибська рифова акула.

## Історичні відомості

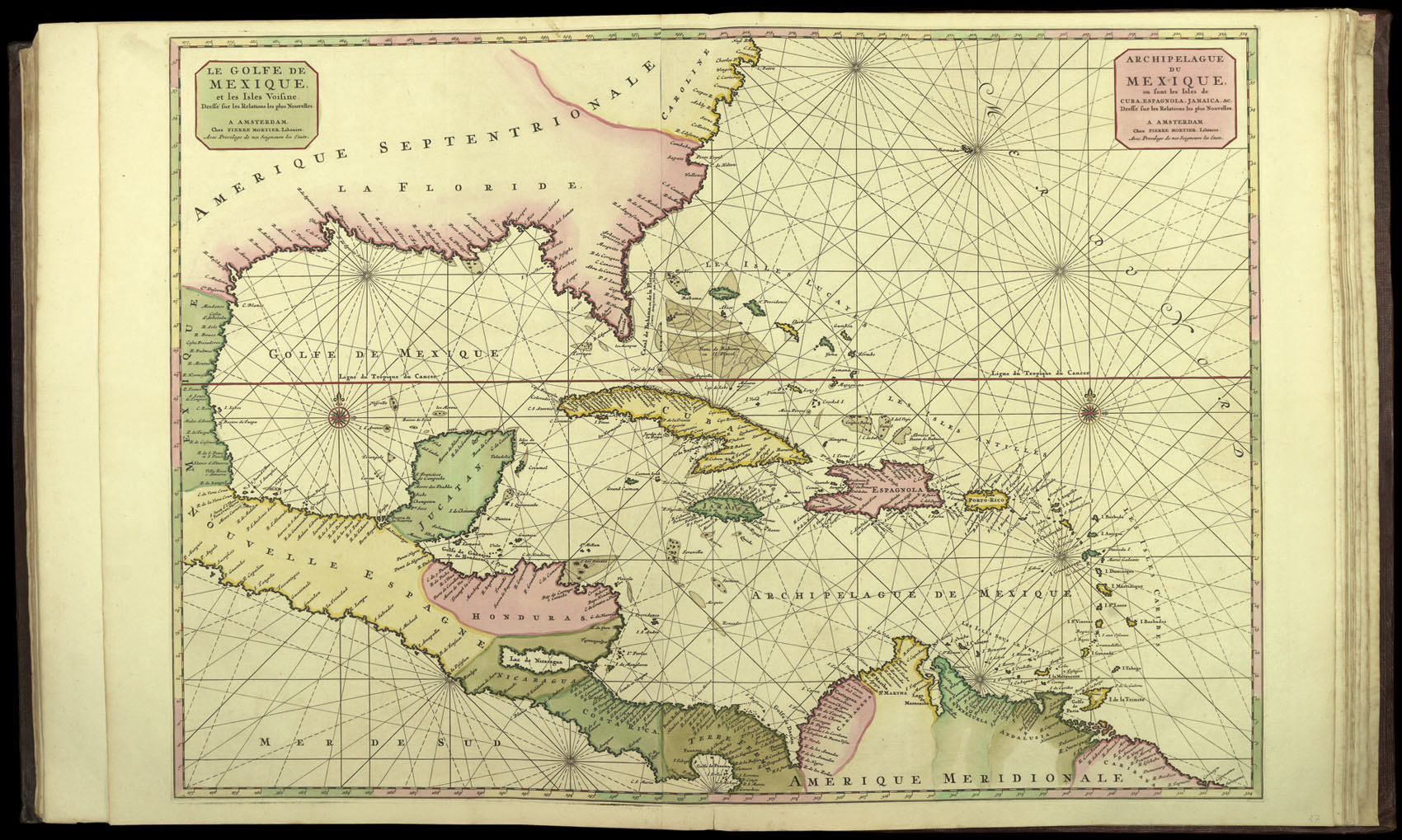
Вест-Індія у 1700 році

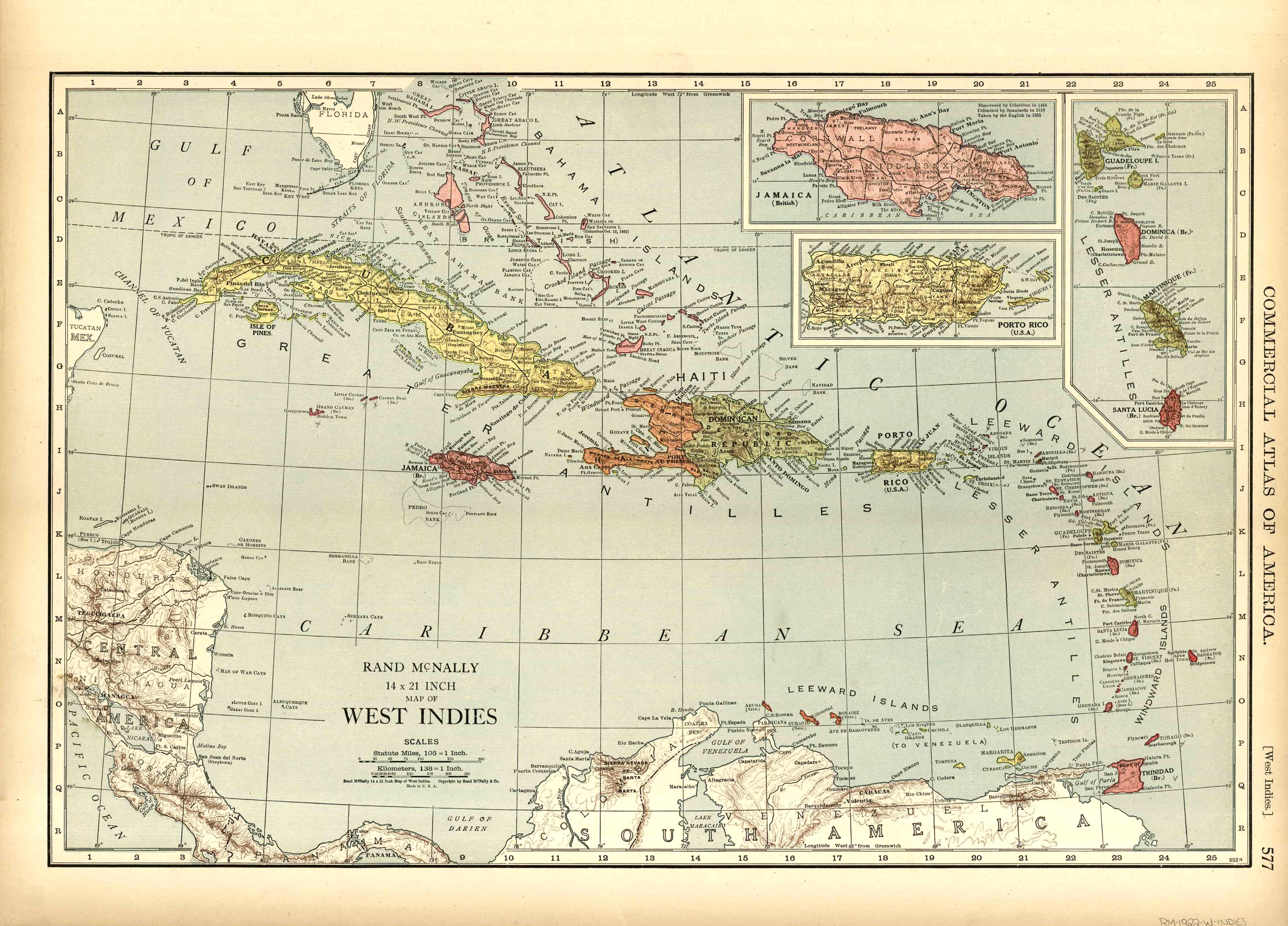
Вест-Індія у 1922 році

Колумб у 1492 р. відкрив Багаму, Кубу, Гаїті і Пуерто-Рико; на цих островах, а також на Багамських і на Ямайці жили два різних племені, які розмовляли різними мовами: кариби — войовниче плем'я і араваки (arrowaks, Arawaks) — мирне. Від карибів до кінця XIX століття залишилося незначна кількість на берегах Південної Америки, куди їх переселили іспанці.
Іспанці заснували перші колонії на Кубі; з 1503 року вся земля була розділена між європейцями, а тубільці звернені в рабство і на початку XVII століття зовсім вимерли. З другої половини XVI століття острови прийшли в повний занепад: жодне чужоземне європейське судно не могло перевозити товари, самі мешканці повинні були вести торгівлю тільки з Севільєю, а з 1720 р. і з Кадісом; маса колоністів виселилася, всі невеликі прибережні міста були зруйновані з метою припинення контрабандної торгівлі; з 1630 р колонії піддавалися грабежу піратів, що утворили справжні розбійницькі держави. З утворенням у Вест-Індії колоній інших європейських держав (з XVII ст. і особливо з половини XVIII ст.) Вест-індські колонії почали знову процвітати.
На кінець XIX століття всі острови за винятком Гаїті з сусідніми маленькими островами (77 254 км²) були колоніями європейських держав.
Іспанські колонії (найбільші — площа — 128 148 км²):
- Куба
- Пуерто-Рико

Британські колонії (34 499 км²):

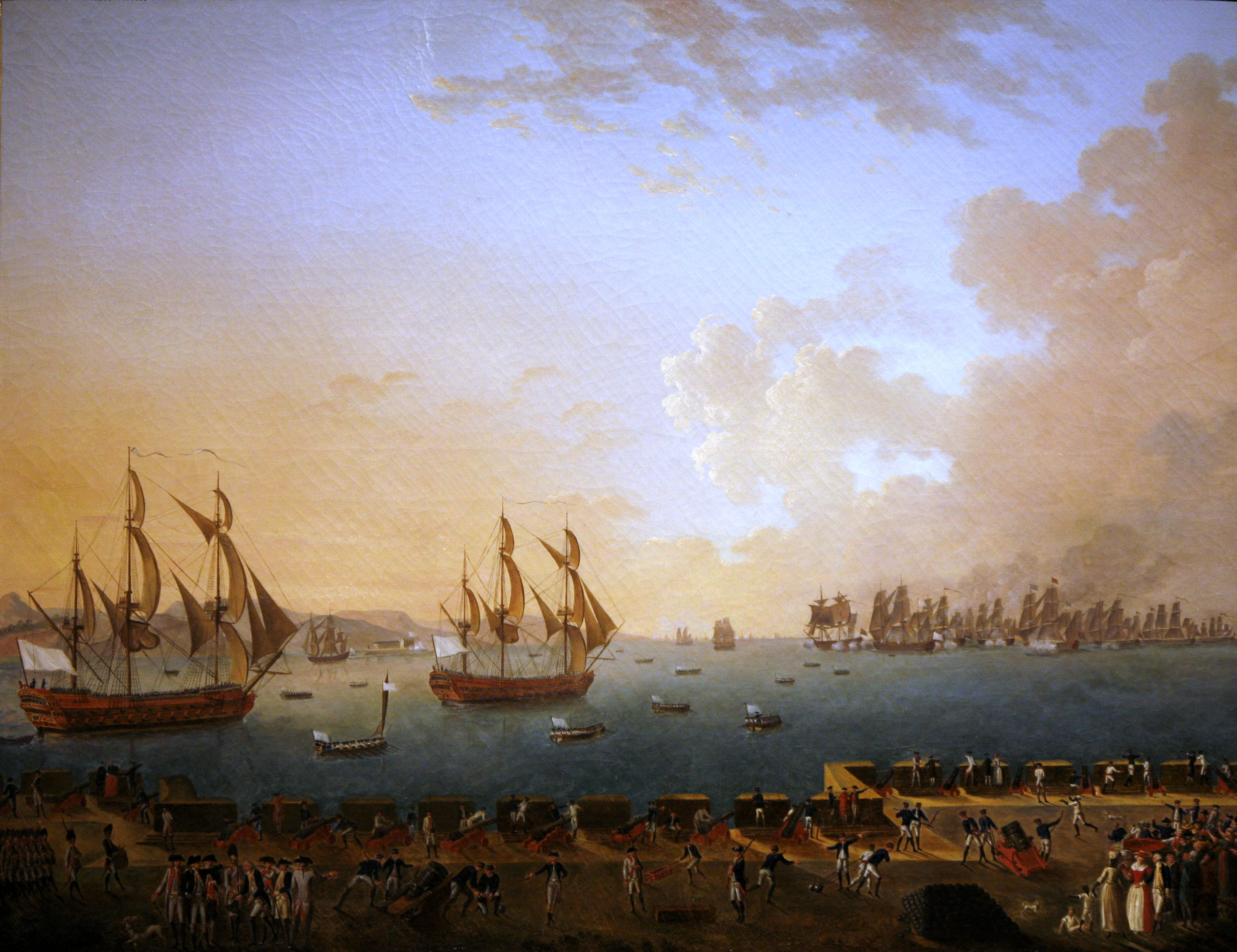
Бій при Мартиніці, 1779

- Ямайка і Кайманові острови — 11 443 км²
- Багамські острови — 14 535 км²
- Тринідад — 4544 км²
- Навітряні острови (Windward Islands), або Барбадос з островами Тобаго, Гренада, Сент-Вінсент, Сент-Люсія — 2150 км Домініка, 1780

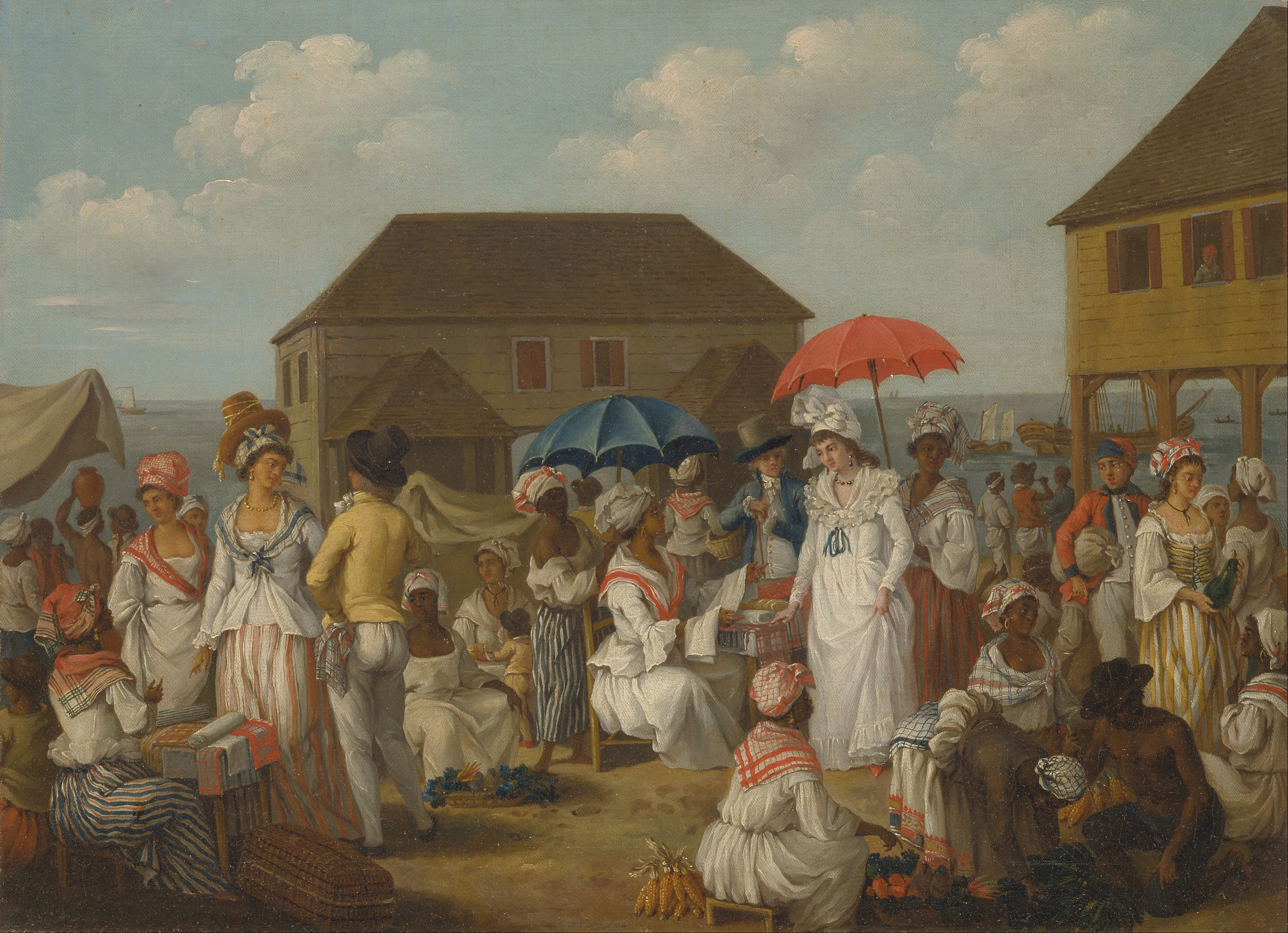
Домініка, 1780

- Підвітряні острови (Leeward-Islands), або губернаторство Антигуа (Antigua), з островом Антигуа і групою островів: Домініка, Монтсеррат (Montserrat), Сент-Крістофер, Невіс, Ангілья (Anguilla) і Тортола (Tortolla), всього — 1827 км²

Французькі Антильські острови або Французька Вест-Індія (Французькі колонії) (2858 км²):
- Великі острови Мартиніки (988 км²)
- Гваделупа з сусідніми островами (1870 км).

Нідерландські Антильські острови або Датч (Dutch — тобто Нідерландська) Вест-Індія (Нідерландські колонії) (1130,33 км²) складалися з островів Кюрасао, Сінт-Естатіус (Св. Євстахія) і Саба.
Данська Вест-Індія (Данські колонії) (359 км²) складалися з островів Св. Хреста (Санта-Крус), Св. Іоанна (Сент-Джон) і Св. Фоми (Сент-Томас). Пізніше відійшли до США.
З 1784 по 1878 рр. існувала шведська колонія на о. Сен-Бартелемі (21 км²).
Чорношкіре населення з'явилося на островах з часу ввезення сюди африканських рабів (близько 1511 р). У британських колоніях рабство було знищено з 1834 р, на Гаїті рабство припинилося з часу повстання негрів в кінці XVIII ст., в данських колоніях — з 1847 року, у французьких — з 1848 року, потім — в голландських та іспанських колоніях.
Велику частину Вест-Індії у XXI столітті займають незалежні держави.
Допомогу країнам Карибського басейну активно надає Велика Британія в рамках Співдружності. У 1999 р був заснований карибський форум. Він дав старт декількох програмах, серед яких — створення Загальнокарибського департаменту внутрішніх інвестицій. В наш час Лондон підтримує тісні зв'язки з країнами регіону, яким надається фінансова допомога, в тому числі для боротьби з наркотрафіком та епідеміями.